# مروارید (فیلم ۱۳۵۲)
مروارید فیلمی به کارگردانی اسماعیل پورسعید و نویسندگی علیرضا نوری‌زاده محصول سال ۱۳۵۲ است.

## خلاصه داستان
صالح (منوچهر وثوق) پس از مرگ پدرش تأمین معاش خاله و مادرش (کارمن) را به عهده دارد. صالح و دوستش عدنان (بهمن مفید) به مروارید (هاله نظری) علاقه دارند، و عدنان که نمک پرورده ی صالح است از علاقه ی خود درمی گذرد تا صالح با مروارید ازدواج کند. عباد (سیامک اطلسی)، صاحب کافه ای در بندر، نیز دل در گرو مروارید بسته و صالح را از ازدواج با او منع می کند. صالح برای صید مروارید، به دریا می رود. او به عمق آب می رود و برنمی گردد. عدنان به بندر باز می گردد و برای صالح مجلس ترحیم برگزار می کنند. وقتی عباد مروارید را از پدرش خواستگاری می کند نیره (آرزو غفاری)، دوست عدنان، با فداکاری و برای آن که مانع وصلت آن دو شود خود را همسر عباد معرفی می کند. نیره با فروش خانه اش اسباب ازدواج عدنان و مروارید را فراهم می کند. صالح به تصور اینکه عدنان طنابی را که با آن به قعر دریا رفته پاره کرده، به بندر باز می گردد و رو در روی عدنان قرار می گیرد. مروارید فاش می کند که رفتار عدنان با او همچون برادر بوده است و برای نجات دادنش از چنگ عباد با او ازدواج کرده است صالح با عباد و همدستانش درگیر می شود و پس از به دام افتادن آنها با مروارید زندگی مشترکی را آغاز می کند.

## بازیگران
- منوچهر وثوق
- بهمن مفید
- هاله نظری
- مرتضی عقیلی
- طاهره غفاری
- سیامک اطلسی
- محمد عبدی
- کارمن
- حسین شهاب